# Lacroix-Barrez
Lacroix-Barrez é uma comuna francesa na região administrativa de Occitânia, no departamento de Aveyron. Estende-se por uma área de 28,01 km². Em 2010 a comuna tinha 532 habitantes (densidade: 19 hab./km²).